# Calloserica barabiseana
Calloserica barabiseana är en skalbaggsart som beskrevs av Ahrens 1999. Calloserica barabiseana ingår i släktet Calloserica och familjen Melolonthidae. Inga underarter finns listade.